# Jerzy Sateja
Jerzy Sateja (ur. 25 czerwca 1925 w Stawiskach pow. Kolno, zm. 5 maja 2011 w Katowicach) – generał brygady LWP.

## Życiorys
Służbę wojskową podjął w 1944. 24 marca 1945 skończył szkołę oficerską. W marcu 1947 rozpoczął służbę jako oficer Wydziału Informacji 7 Dywizji Piechoty w Bytomiu, zabezpieczał kontrwywiadowczo 33 Nyski Pułk Piechoty w Nysie. Od września 1947 był starszym oficerem Sekcji I Oddziału Informacji Okręgu Wojskowego Nr IV (Śląski Okręg Wojskowy), a od stycznia 1950 – kierownikiem tej sekcji. Od 15 października 1950 był kierownikiem Sekcji II Okręgowego Zarządu Informacji Nr IV, od 1 maja 1952 – szefem Wydziału II w tym zarządzie, następnie od 25 kwietnia 1953 – szefem Wydziału Informacji Garnizonu Poznań.
Od 11 maja 1954 był szefem Oddziału I Zarządu II GZI w Warszawie, od 15 listopada 1954 zastępcą szefa Zarządu II GZI WP, a od 28 grudnia 1955 (wg Tkaczewa od listopada 1956) szefem tego zarządu.
Po rozwiązaniu GZI i powstaniu WSW od 28 stycznia 1957 był szefem Oddziału IV Szefostwa WSW, a od 4 lipca 1957 do 1 września 1967 był szefem Zarządu WSW Pomorskiego Okręgu Wojskowego w Bydgoszczy; od 22 października 1960 do 29 lipca 1961 ukończył Wyższy Kurs Doskonalenia Oficerów przy Wyższej Szkole KGB w ZSRR..
Od 1965 (???) pracował w Inspektoracie Obrony Terytorialnej Kraju. W październiku 1974 mianowany generałem brygady.
Od 1970 do 1980 był szefem Wojewódzkiego Sztabu Wojskowego w Katowicach, 1981–1988 szefem Wojewódzkiego Sztabu Wojskowego w Płocku. Z protokołu rozmowy Władimira Kriuczkowa i Ericha Mielkego ujawnionego w Archiwum Mitrochina, wynika, że gen. Sateja w 1981 roku zgłosił się do rezydentury KGB w Warszawie z propozycją przeprowadzenia zamachu stanu w celu odsunięcia od władzy Wojciecha Jaruzelskiego i Stanisława Kani, którzy nie chcieli militarnie zdławić ruchu „Solidarności”. Spiskowców, na czele z Sateją i gen. Włodzimierzem Sawczukiem, miały wspierać wojska Układu Warszawskiego. Od 1988 w stanie spoczynku.
Pochowany 9 maja 2011 na Centralnym Cmentarzu Komunalnym w Katowicach przy ul. Murckowskiej (Kwatery Wojskowe - kwatera 19-1-3). W imieniu WP zmarłego pożegnał szef Wojewódzkiego Sztabu Wojskowego Katowice płk Krzysztof Radwan.
Uchwałą Prezydium KRN z 30 maja 1946 odznaczony Srebrnym Krzyżem Zasługi.